# Asant
Asant (Ferula assa-foetida, früher auch Ferula asa foetida), auch bekannt als Stinkasant oder Teufelsdreck, ist eine Pflanzenart in der Familie der Doldenblütler (Apiaceae). Das Verbreitungsgebiet reicht vom südlichen Iran, Afghanistan, Turkmenistan und Usbekistan bis ins westliche Pakistan und bis Indien. Auch aus Libyen werden Vorkommen gemeldet. Das aus der Pflanze gewonnene Harz wird lateinisch als Asafoetida (oder „Asa foetida“, auch Assa fetida, Asafetida usw.) bezeichnet.

## Beschreibung

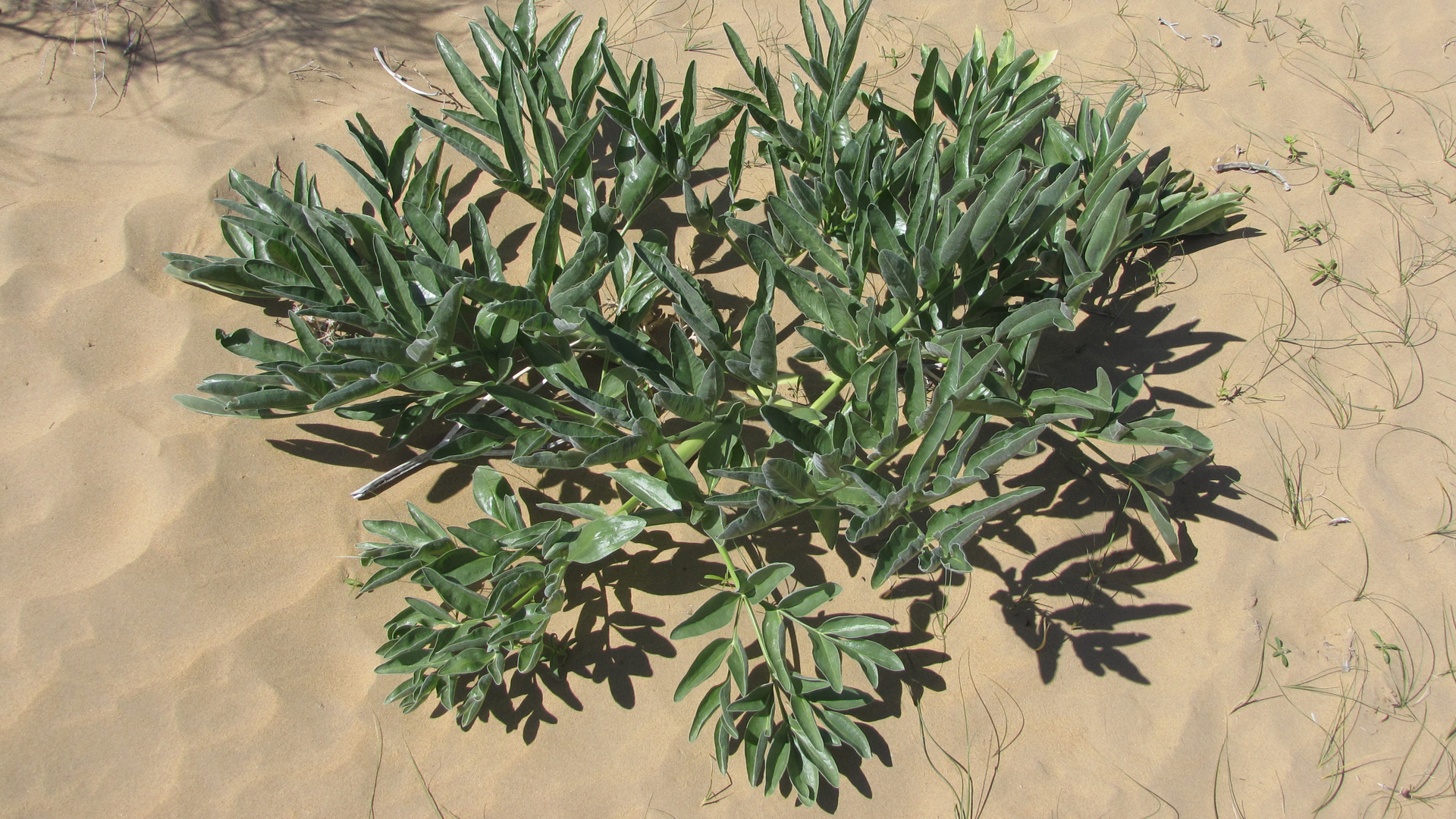
Jungpflanze und gefiederte Laubblätter

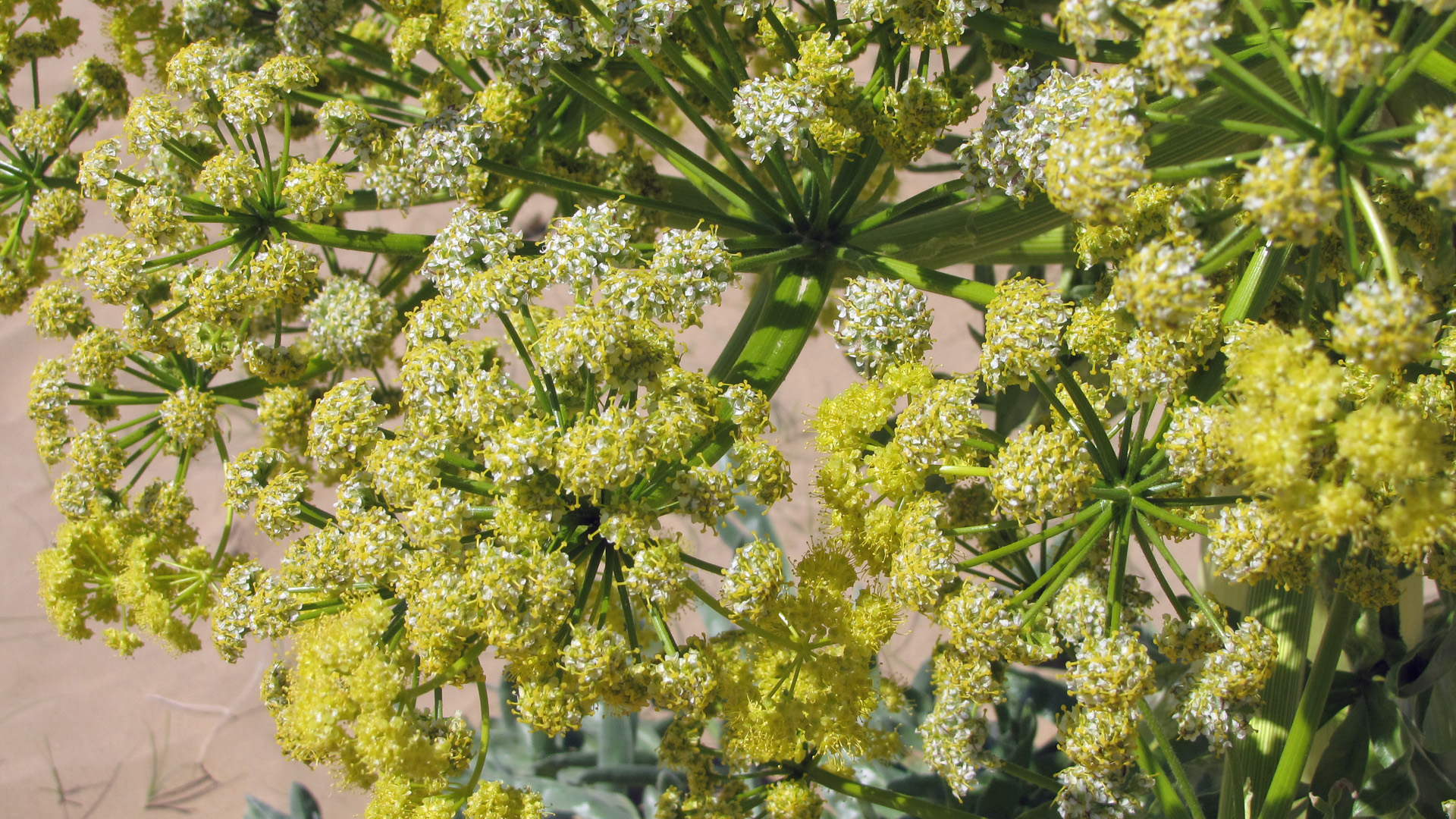
Ausschnitt eines doppeldoldigen Blütenstandes

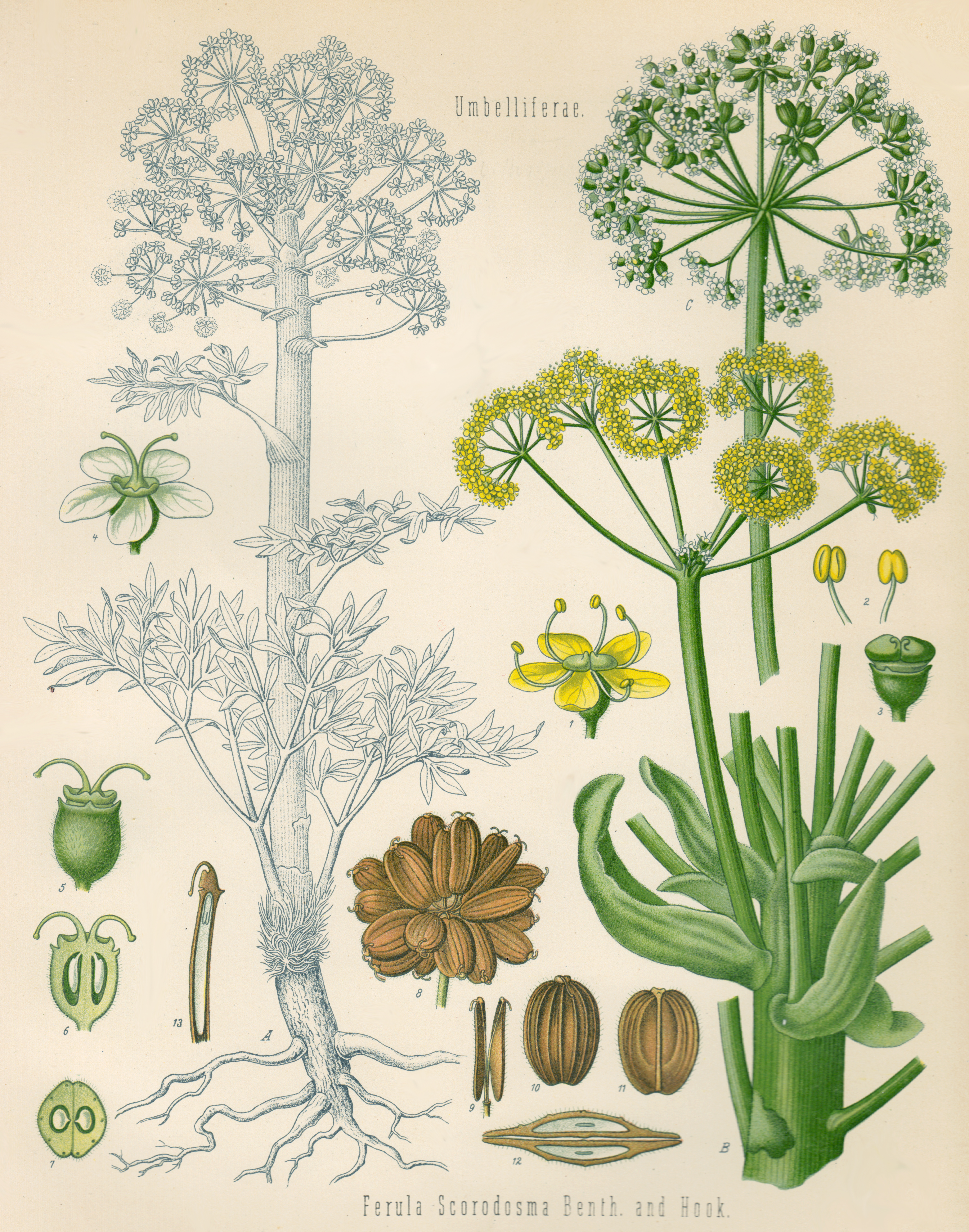
Ferula assa-foetida. Illustration aus Köhler's Medizinal-Pflanzen 1887

### Vegetative Merkmale
Der Asant wächst als ausdauernde, trimonözische, monokarpische (Pflanzen, die nur einmal blühen und fruchten, bevor sie absterben) krautige Pflanze und erreicht Wuchshöhen von 1,5 bis 3 m. Er bildet einen steifen, aufrechten und bis 10 cm dicken, kahlen, runden, hellgrünen und gefurchten Stängel mit schwammigem, weißlichem Mark (sukkulent, hohl) und eine große, dicke, fleischige, haltbare Pfahlwurzel aus. Die ganze Pflanze hat einen stinkenden Geruch und führt einen stinkenden Milchsaft.
Die basal relativ großen, rosettig, oben kleineren, wechselständig und oft abfallend, angeordneten Laubblätter sind in Blattscheide, Blattstiel und Blattspreite gegliedert. Die Blattspreite ist zweifach gefiedert. Die glänzenden, ledrigen und dunkelgrünen Teilblättchen sind schmaleiförmig bis eilanzettlich und rundspitzig bis abgerundet, stumpf mit ganzem Rand.

### Generative Merkmale

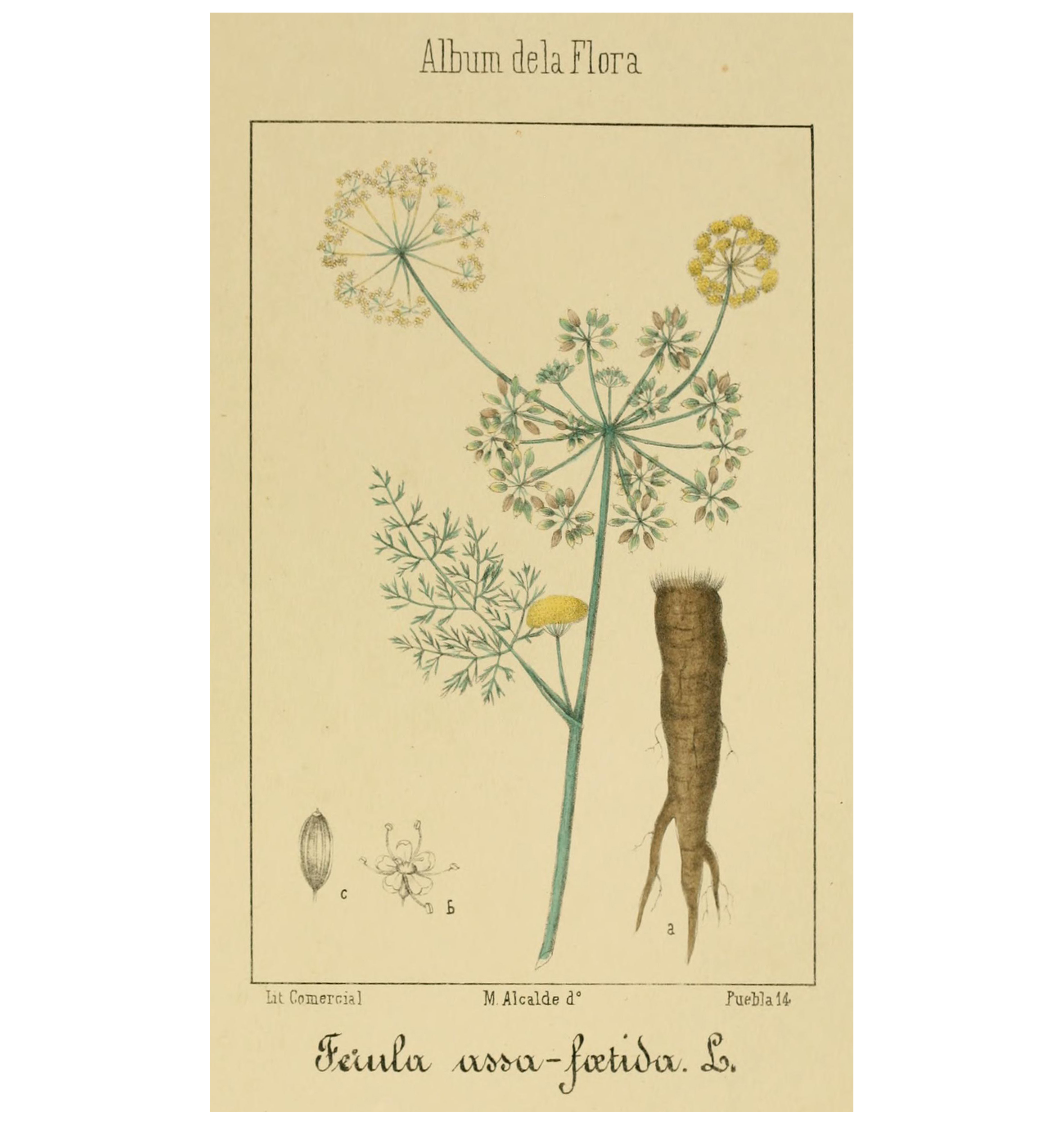
Illustration aus Album de la flora médico-farmacéutica é industrial, indígena y exótica, Tafel 40

Die langstieligen, vielstrahligen doppeldoldige weiblichen oder polygam gemischten Blütenstände sind kompakt und terminal zu einem großen kugeligen Blütenstand zusammengesetzt. Es sind bei den unteren Doldenstielen oft große Deckblätter mit Blattscheiden vorhanden. Die Blüten besitzen eine doppelte, fünfzählige Blütenhülle. Die haltbaren Kronblätter sind bei den weiblichen Blüten weißlich, bei den männlichen und zwittrigen gelb. Die männlichen und meist sterilen zwittrigen Blüten besitzen fünf eingekrümmte Staubblätter, sowie eine verkümmerten Fruchtknoten verwachsen mit dem feinhaarigen, glockenförmigen Blütenboden. Der rudimentäre Fruchtknoten hat einen niedergedrückten Griffelfuß ohne Narben an der Spitze. Die weiblichen Blüten haben keine Staubblätter dafür einen kleinen fünflappigen, ausgerandeten Ring am oberen Rand des Fruchtknotens. Der Kelch aller Blüten besteht jeweils aus fünf entfernten, kleinen, spitzen Zähnen. Der mit dem glockenförmigen, fein behaarten Blütenboden verwachsene, zweikammerige Fruchtknoten ist unterständig, es sind zwei, basal, kegelig verwachsene und auswärtsgebogene Griffel mit kopfiger Narbe vorhanden. Die Antheren sind subbasifix am Filament angeheftet. Es werden orange-braune Doppelachänen gebildet, die einzelnen, abgeflachten, gerillten Achänen sind mit einer Länge bis etwa 2 cm und einer Breite von etwa 0,8 cm länglich bis elliptisch mit kurzen Flügeln, die fast so breit sind wie die Samen.
Die Chromosomenzahl ist 2n = 22.

## Taxonomie
Die Erstveröffentlichung von Ferula assa-foetida erfolgte 1753 durch Carl von Linné in Species Plantarum, 1, Seite 248. Synonyme für Ferula assa-foetida L., oft auch Ferula asa-foetida geschrieben, sind Ferula foetida St.-Lag. und Scorodosma foetidum Bunge.

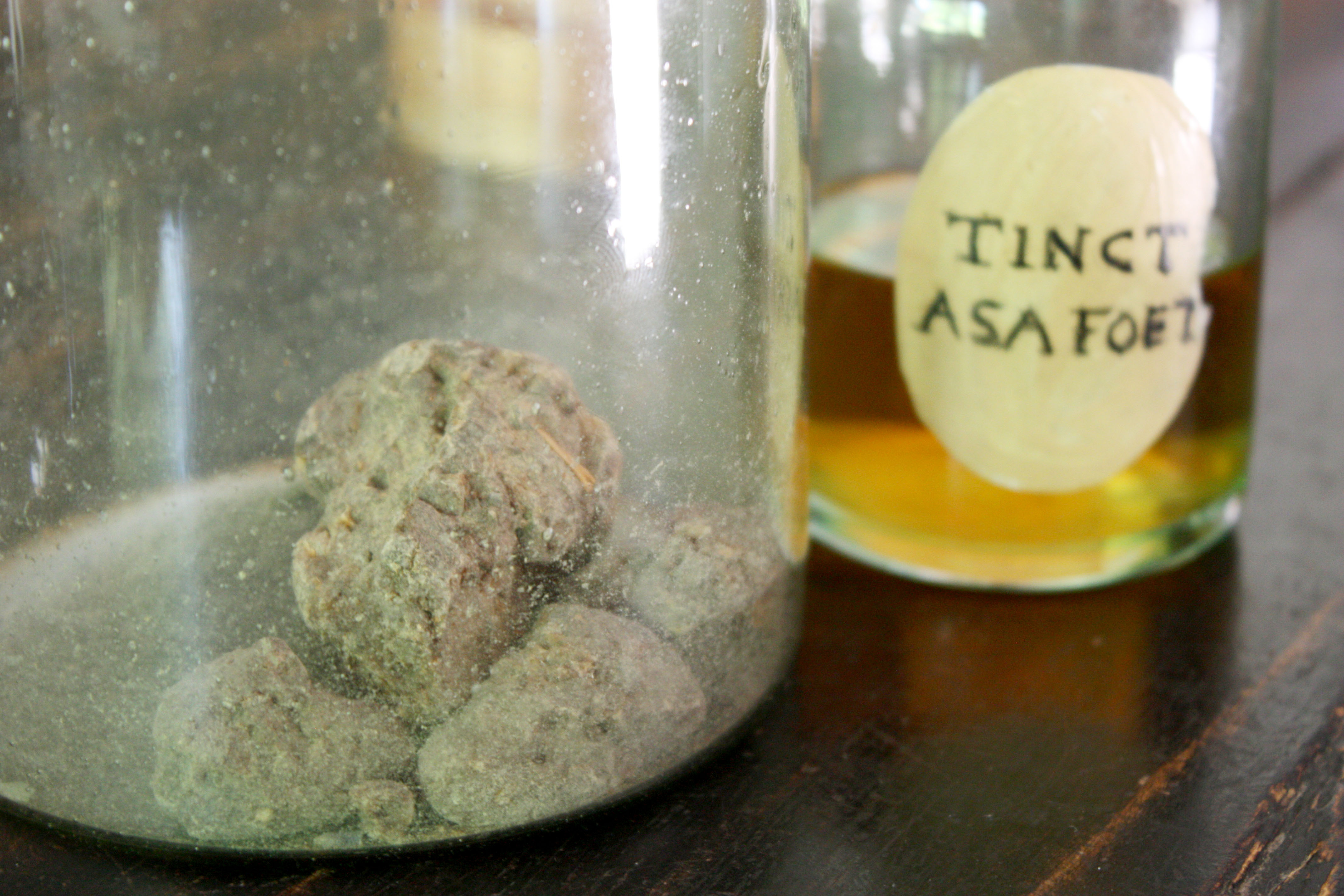
Asa-foetida-Harz und -Tinktur

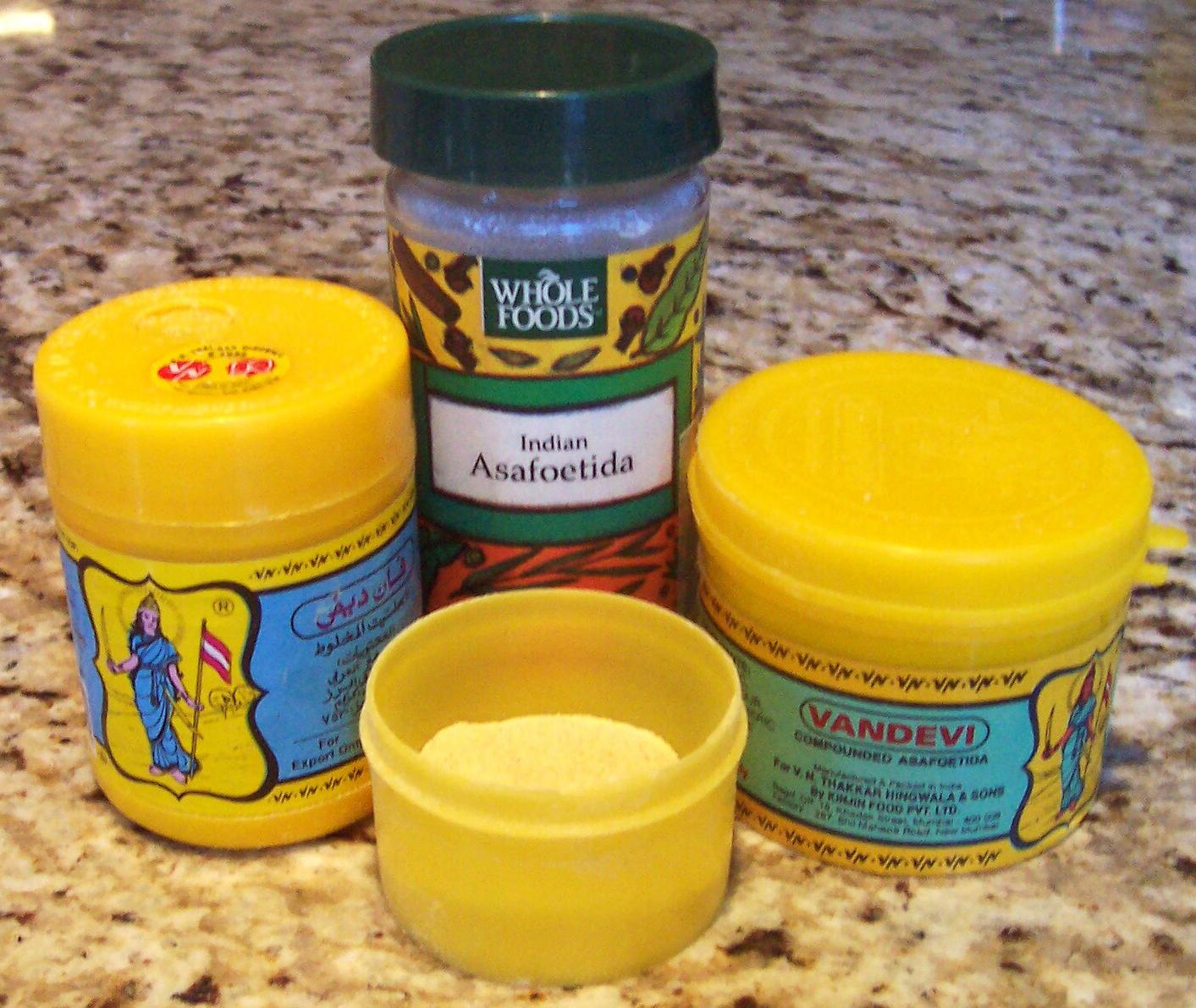
Asa-foetida-Harz (Pulver)

## Nutzung

### Ernte
Asant liefert beim Einschneiden des freigelegten, etwa 15 cm dicken „Wurzelstocks“ ein stark nach Knoblauch schmeckendes Gummiharz. Der aus den Wurzeln austretende, stinkende Milchsaft wird an der Sonne getrocknet und verharzt. Dabei verfärbt er sich gelblich- bis orangebraun. Die „Ernte“ des Saftes zieht sich über 2 bis 3 Monate hin und ergibt einen Ertrag von etwa 1 kg pro Pflanzenexemplar.

### Heilkunde und Gewürz
Asantharz wird häufig in Afghanistan, Pakistan, Iran und Indien als Gewürz benutzt, vor allem aber in der indischen Küche. Es ist zudem Bestandteil der Worcestershiresauce.
Die Asant-Droge, das gelblich- bis orangebraune Gummiharz „Asa foetida“ (Teufelsdreck), besteht aus 24 bis 65 % Harz, Gummi und 6–16 % ätherischem Öl, welches unter anderem Asaresinotannol, dessen Ferulasäureester und Vanillin enthält. Der Harzanteil ist z. T. für den bitteren, beißenden Geschmack und den sehr unangenehmen Geruch verantwortlich, der sich allerdings bei Verwendung in einen Geruch ähnlich dem von Zwiebeln und Knoblauch ändert.
Bereits in der mesopotamischen Heilkunde wurde der Stinkasant bzw. dessen Saft verwendet.
Madaus zufolge wird der Asant in Sanskritschriften öfters unter dem Namen „Hingu“ erwähnt. Als Gewürz und Heilmittel gilt er etwa Dioskurides wohl als Ersatz für Silphium, dessen Anwendungen man später darauf übertrug. Paracelsus empfahl Asant zum Ausräuchern von Pesthäusern. Bei Lonicerus und Matthiolus fördert er Speichel und Auswurf, hilft bei Epilepsie, Asthma, Husten, Milzschmerzen, täglichem Fieber und inneren Geschwüren. Von Haller lobt ihn bei nervenbedingten Uterusbeschwerden. Heckers Praktische Arzneimittellehre von 1815 nennt ihn bei asthenischen Brust- und Verdauungskrankheiten, allgemein krampfhaften Affektionen, zur Anregung der Menstruation, gegen Skrofulose, innerlich und äußerlich bei Karies, Geschwüren und Krebs. Hufeland und Mitarbeiter nannten ihn „auflösend und krampfstillend“, nutzten ihn etwa bei Knochenfraß und Bandwürmern. Rademacher verwendete ihn mit Nux vomica bei Koliken. Clarus führt ihn an als Karminativum, Anthelmintikum, Antispasmodikum, Emmenagogum und Expektorans, Kobert als Antiabortivum, das die nervale Erregbarkeit des Uterus herabsetze. Die mongolische Medizin verwende Asant bei Parasiten und Krankheiten mit subnormaler Temperatur. Auch in der Tiermedizin diente er zur Entwurmung, auch als Räuchermittel bei Lungenwürmern. Bentley und Trimen zufolge sei er bei Chorea der Hunde bewährt. Überdosierungen äußerten sich laut Lewin mit Lippenschwellung, stinkendem Aufstoßen, Blähungen, Diarrhoe, aber auch Kopfschmerzen, Schwindel und erhöhter Libido.
Spätestens durch das im Jahre 659 von 22 Ärzten verfasste „Tang-Arzneibuch“ (唐本草) wurde eine Droge in den chinesischen Arzneischatz eingefügt, die den Namen „A wèi” (阿魏) trug und deren Stammpflanze später als Ferula assa-foetida gedeutet wurde. Im 16. Jahrhundert gab der Arzt Li Shizhen in seinem Arzneibuch Bencao Gangmu für den Asant folgende Indikationen an: “Tötet kleine Würmer, beseitigt stinkenden Atem, zerbricht Verhärtungen, leitet schädliches ‚Qi‘ nach unten, entgiftet.“ Im Arzneibuch der VR China aus dem Jahr 1985 werden diese Indikationen übernommen und interpretiert als: „Stockungen und Ansammlungen durch Fleischspeisen, Verklumpungen im Bauch, Bauchschmerz durch Wurmansammlungen.“ Als Dosierung für den inneren Gebrauch werden 1–1,5 g angegeben. Als Gegenanzeige wird bestehende Schwangerschaft genannt.
Das getrocknete Gummiharz des Asants ist mehrheitlich der Lieferant von Asa foetida, das als Arzneidroge gebrauchte Harz von Asant (Stinkasant aus der Kyrenaika und wohl auch andere Ferula-Arten), das über Jahrhunderte fester Bestandteil des Arzneischatzes in Europa, dem Nahen Osten, Persien, Indien und China war. Noch das Deutsche Arzneibuch 6 aus dem Jahre 1926 führt Asa foetida und liefert die entsprechenden Prüfvorschriften. Neben der pharmazeutisch-medizinischen Verwendung war der Asant darüber hinaus im Volksglauben und volkstümlichen Heilwissen verankert. Zur medizinischen Anwendung kamen neben der rohen Droge Asa foetida das entsprechende Asa-foetida-Öl und Alkoholauszüge; außerdem wurde das Gummiharz als Räucherdroge verwendet. Indikationen für die Anwendung waren
- verschiedene Angst- und Nervenstörungen (Nervosität, Hysterie, Hypochondrie),
- krampfartige Magen-, Leber- und Galleleiden,
- Impotenz und reduzierter sexueller Antrieb.

Entsprechend war Asant vorwiegend als Nerven- und Beruhigungsmittel sowie als gastrointestinales Spasmolytikum verbreitet. Seit dem Altertum galt Asa foetida außerdem als Aphrodisiakum und wurde über Jahrhunderte in der Liebesmagie eingesetzt.
Asant ist besonders beliebt bei indischen Brahmanen, denen der Genuss von Zwiebeln und Knoblauch verboten ist. In der ayurvedischen Küche wird es unter dem Handelsnamen Asafoetida zusammen mit 70 – 80 % gemahlenem Bockshornklee verwendet.
Wird heute nach Rezepten der römischen Küche gekocht, nimmt man Asa-foetida-Tinktur als Ersatz für das nicht mehr erhältliche Laserpicium beziehungsweise dessen einfach „Laser“ genannten Saft (Laserpitium – vgl. auch Silphium – wurde im Mittelalter mit dem Stinkasant gleichgesetzt). Neben dem Asant kommen als „Asafetida“ bzw. Teufelsdreck für das Mittelalter auch andere Ferula-Arten wie Ferula foetida (Bunge) Regel in Frage.

### Militärische Nutzung
Vom Spätmittelalter bis zur Frühen Neuzeit wurde Asant u. a. als Bestandteil einer brennbaren Mischung unterschiedlicher Stoffe in sogenannten Stinktöpfen als Waffe bzw. Kampfmittel eingesetzt. Der übelriechende und je nach Zusammensetzung teilweise sogar giftige Rauch dieser Mischungen sollte den Gegner beeinträchtigen und zur Aufgabe zwingen. In den zeitgenössischen Feuerwerksbüchern wird Asant als fester Bestandteil solcher Mischungen mehrfach erwähnt.